# 雷恩主教座堂
48°06′41″N 1°41′00″W / 48.11138889°N 1.68333333°W
雷恩圣伯多禄主教座堂（Cathédrale Saint-Pierre de Rennes）是天主教雷恩总教区的主教座堂，法国历史文物，位于布列塔尼大区雷恩。
此处最早的教堂始建于6世纪，12世纪改建为哥特式教堂，1490年钟楼和西立面倒塌。现在的立面和新古典主义的花岗岩钟楼在未来两个世纪里分四个阶段进行建造：最下部建于1541年到1543年，第二部分建于1640到1654年，第三部分从1654到1678年，在1679到1704年完成48米高的钟楼。
1754年2月11日晚祷时，一块巨石从唱诗班屋顶落下，于是决定重建教堂。1756年到1768年进行拆除，只留下钟楼和西立面。重建开始于1787年，不久法国大革命爆发，工程暂停，直到1816年才重新开始，完成于1845年。19世纪的重建为原来简单的新古典主义装饰翻新镀金，粉饰灰泥，外观更华丽。主教座堂拥有华丽的装饰，如祭台前教宗碧岳九世赠送的古罗马广场的大理石，与灰暗的花岗岩建筑形成对比。

## 代主教座堂

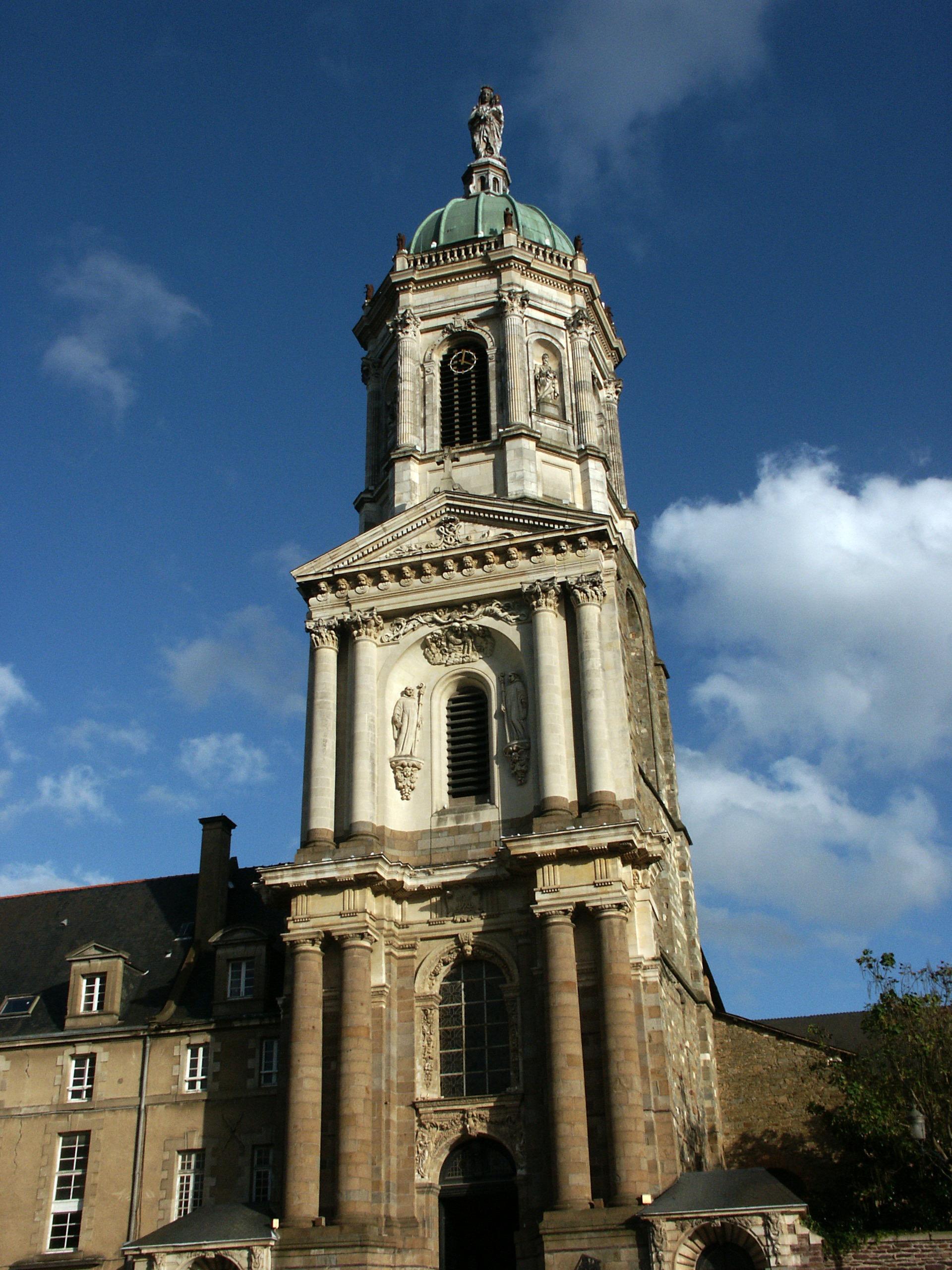
代主教座堂

从1803到1844年，因为主教座堂不能使用，建于17世纪的圣母院修道院教堂曾作为代主教座堂。二战期间受到严重破坏。